# Schilderia achatidea
Schilderia achatidea is een slakkensoort uit de familie van de Cypraeidae. De wetenschappelijke naam van de soort is voor het eerst geldig gepubliceerd in 1837 door Gray in G.B. Sowerby I.